# Mark Evans (basszusgitáros)
Mark Whitmore Evans (Melbourne, 1956. március 2. –) ausztrál basszusgitáros az AC/DC hard rock zenekar egykori tagja volt 1975-1977 között.

## Pályafutása
Evans 1975-ben olvasta egy újsághirdetésben, hogy az AC/DC-nek kell egy új basszusgitáros, és beszállt a zenekarba. Az AC/DC-ben 6 albomon volt hallható. Evans első AC/DC koncertje Ausztráliában 1976. április 1-jén volt, és valószínűleg az utolsó 1977. április 29-én Nyugat-Németországban az Offenbach Stadthalle-ban. 
1977-ben kilépett az AC/DC-ből, helyét Clif Williams foglalta el. A stábon belül gyakran nevezték Sandmannek, mert az ő szokása volt a koncert végén haza vinni a stábot busszal. A zenekarban legjobb barátai voltak Phil Rudd és Bon Scott. Későbbi zenekarok: Contraband, Cheetah, Heaven, Tice & Evans.

## Diszkográfia
- T.N.T. ausztrál kiadás
- High Voltage nemzetközi kiadás
- Dirty Deeds Done Dirt Cheap ausztrál kiadás
- Dirty Deeds Done Dirt Cheap nemzetközi kiadás
- Let There Be Rock ausztrál kiadás
- Let There Be Rock nemzetközi kiadás